# Hong Kong Open
För andra betydelser, se Hong Kong Open (olika betydelser).
Hong Kong Open är en golftävling på Asian Tour och PGA European Tour. Den spelades första gången 1959 och har ingått i Europatouren sedan 2001 (säsongen 2002). Även PGA i Hongkong och Kina har ett begränsat antal platser för sina spelare.
Tävlingen spelas i slutet av kalenderåret och räknas till kommande säsong. Turneringen kallades Omega Hong Kong Open 2001–2004. Banken UBS har skrivit ett fyraårigt sponsorkontrakt som gäller mellan 2005 och 2008. Prissumman i 2006 års tävling var 1,2 miljoner dollar.
Bland de spelare som har vunnit tävlingen finns Bernhard Langer, José Maria Olazábal, Kel Nagle, Greg Norman, Peter Thomson, Tom Watson och Ian Woosnam.

## Segrare
| År   | Säsong på Europatouren | Spelare              |
| 2008 | 2006                   | Lin Wen-tang         |
| 2007 | 2006                   | Miguel Ángel Jiménez |
| 2006 | 2006                   | José Manuel Lara     |
| 2005 | 2006                   | Colin Montgomerie    |
| 2004 | 2005                   | Miguel Angel Jiménez |
| 2003 | 2004                   | Padraig Harrington   |
| 2002 | 2003                   | Fredrik Jacobson     |
| 2001 | 2002                   | Jose Maria Olazabal  |

| År   | Spelare          |
| 2000 | Simon Dyson      |
| 1999 | Patrik Sjöland   |
| 1998 | Kang Wook-soon   |
| 1997 | Frank Nobilo     |
| 1996 | Rodrigo Cuello   |
| 1995 | Gary Webb        |
| 1994 | David Frost      |
| 1993 | Brian Watts      |
| 1992 | Tom Watson       |
| 1991 | Bernhard Langer  |
| 1990 | Ken Green        |
| 1989 | Brian Claar      |
| 1988 | Hsieh Chin-sheng |
| 1987 | Ian Woosnam      |

| År   | Spelare         |
| 1986 | Seichi Kanai    |
| 1985 | Mark Aebli      |
| 1984 | Bill Brask      |
| 1983 | Greg Norman     |
| 1982 | Kurt Cox        |
| 1981 | Chen Tse-ming   |
| 1980 | Kuo Chie-hsiung |
| 1979 | Greg Norman     |
| 1978 | Hsieh Min-nan   |
| 1977 | Hsieh Yung-yo   |
| 1976 | Ho Ming-chung   |
| 1975 | Hsieh Yung-yo   |
| 1974 | Lu Liang-huan   |
| 1973 | Frank Phillips  |

| År   | Spelare        |
| 1972 | Walter Godfrey |
| 1971 | Orville Moody  |
| 1970 | Isao Katsumata |
| 1969 | Teruo Sugihara |
| 1968 | Randall Vines  |
| 1967 | Peter Thomson  |
| 1966 | Frank Phillips |
| 1965 | Peter Thomson  |
| 1964 | Hsieh Yung-yo  |
| 1963 | Hsieh Yung-yo  |
| 1962 | Len Woodward   |
| 1961 | Kel Nagle      |
| 1960 | Peter Thomson  |
| 1959 | Lu Liang-huan  |